# Яптунэ, Хансута Харнович
Яптунэ, Хансута Харнович (1 апреля 1934 — 29 апреля 1998) — советский оленевод, Герой Социалистического Труда.
Родился на Таймыре 1 апреля 1934 года. Работал бригадиром оленеводов в совхозе «Заря Таймыра» Усть-Енисейского района Таймырского (Долгано-Ненецкого) национального округа.
В 1966 году награждён орденом «Знак Почёта». 8 апреля 1971 года ему было присвоено звание Героя Социалистического Труда. В 1987 году в Красноярске была издана его книга «Таймыр — олений край: записки бригадира оленеводов». В 1990 году получил звание почётного гражданина Таймыра.
Его имя присвоено грузопассажирскому судну, курсирующему по низовьям Енисея.